# Шляховое (Херсонская область)
Шляховое (укр. Шляхове) — посёлок в Бериславском районе Херсонской области Украины.
Почтовый индекс — 74307. Телефонный код — 5546. Код КОАТУУ — 6520688401.

## Население
Население по переписи 2001 года составляло 1033 человека.

### Языковой состав
Родной язык населения по данным переписи 2001 года:
| Язык       | Численность, чел. | Доля     |
| ---------- | ----------------- | -------- |
| Украинский | 902               | 87,32 %  |
| Русский    | 115               | 11,13 %  |
| Другое     | 16                | 1,55 %   |
| Итого      | 1 033             | 100,00 % |

## История села
До административно-территориальной реформы в селе размещался центр Шляховского сельского совета. В июле 2018 года, в рамках реформы была создана Шляховская сельская община, которая включила в себя сёла Урожайненского, Томаринского и Раковского сельских советов.
29 апреля 2020 года Кабинет Министров Украины утвердил Перспективный план формирования общин Херсонской области. В данном плане Шляховская община отсутствовала.
В июне 2020 года, распоряжением Кабмина Украины в рамках административно-территориальной реформы община была ликвидирована, все населенные пункты, включая Шляховое, вошли в состав Бериславской городской общины.